# Somerset, Texas
Somerset är en ort i Bexar County i Texas. Vid 2010 års folkräkning hade Somerset 1 631 invånare.